# City of Swords
City of Swords est le sixième tome de la série littéraire britannique Stravaganza, écrite par Mary Hoffman. Il n'a pas été traduit en français.